# Chai cháy (vũ khí)

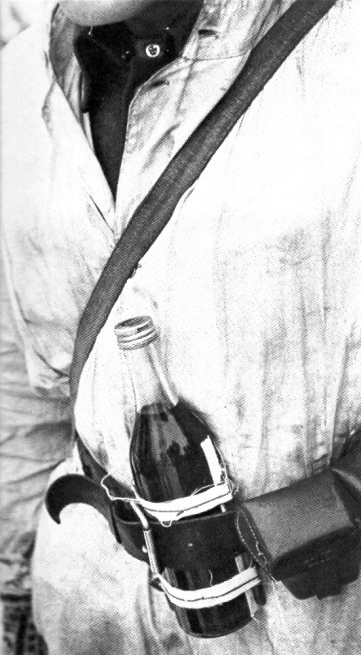
Lính Phần Lan trang bị Cocktail Molotov trong chiến tranh Liên Xô-Phần Lan năm 1939-1940

Chai cháy, hay còn gọi là chai xăng chống tăng, bom xăng, bom dầu, lựu đạn cho người nghèo, chai xăng cơ rếp và được biết tới với cái tên lóng là cocktail của Molotov hay bom Molotov là một loại vũ khí gây cháy có cấu tạo cực kì đơn giản. Nó có thể được chế tạo hàng loạt với chi phí rất thấp. Vì chi phí thấp và dễ chế tạo nên loại vũ khí này thường được những người biểu tình hoặc những lực lượng nổi dậy sử dụng. Tên lóng bom Molotov hay cocktail Molotov xuất hiện lần đầu trong chiến tranh Liên Xô-Phần Lan năm 1939 - 1940, nó được người Phần Lan dùng để chế giễu Ngoại trưởng Liên Xô thời ấy là Vyacheslav Mikhailovich Molotov khi mà ông này tuyên bố việc không quân Liên Xô ném bom Phần Lan là "để mang lại sự tự do cho người Phần Lan".

## Cơ cấu
Ở dạng đơn giản nhất, bom xăng chỉ là một cái chai thủy tinh chứa đầy xăng cùng với một tim dầu - tim dầu có thể chỉ đơn giản là một miếng giẻ buộc vào nút chai - dùng để mồi lửa. Thông thường thì tim dầu này được nhúng vào cồn hay parafin hơn là vào xăng dầu. Khi sử dụng, người ta đốt cháy tim dầu rồi quăng chai cháy vào mục tiêu - có thể là xe cơ giới, bộ binh hay vào công sự, chiến hào. Khi chai cháy vỡ, phần chất lỏng gây cháy sẽ bị tung ra ngoài bao trùm một khoảng lớn. Đồng thời, số chất lỏng này sẽ nhanh chóng bắt lửa từ tim dầu và tạo thành một quầng lửa khổng lồ bao trùm lấy những nơi mà chất lỏng gây cháy chạm tới.
Thông thường chất lỏng gây cháy là xăng dầu - nên vũ khí này còn có tên là "bom xăng" - nhưng methanol, nhựa thông,... cũng được sử dụng. Những chất làm đặc như hắc ín, đường, huyết, XPS foam, lòng trắng trứng, dầu máy, rubber cement, nhựa cao su chưa lưu hóa và thậm chí cả nước rửa bát đĩa cũng được thêm vào để giúp chất lỏng gây cháy bám chặt vào mục tiêu và tạo ra làn khói ngạt dày đặc.
Cái tên lóng "Cocktail của Molotov" được người Phần Lan đặt cho vũ khí này trong cuộc chiến tranh Xô-Phần 1939-1940, dựa theo tên của Dân ủy Quốc phòng và Dân ủy Ngoại giao Vyacheslav Mikhailovich Molotov như một cách để chế giễu ông. Trong cuộc chiến Xô-Phần và các cuộc chiến tranh Tiếp diễn sau đó, phía Phần Lan đã sử dụng một cách rộng rãi và hiệu quả loại vũ khí này để chống lại các xe tăng Liên Xô. Chai cháy đã được sản xuất rộng rãi ở Phần Lan và người Phần Lan dùng diêm để đánh lửa đốt tim dầu. Mặc dù cái tên Molotov chỉ mới xuất hiện trong cuộc chiến tranh Xô-Phần, nhưng dạng vũ khí này từng có mặt trong cuộc Nội chiến Tây Ban Nha trước đó. Trong cuộc chiến này các binh sĩ không chỉ dùng tay ném mà còn dùng ná cao su để bắn các chai cháy vào mục tiêu.